# Mille scuse per esistere
Mille scuse per esistere è il primo volume di poesie del fiorentino Alberto Caramella, uscito per Le Lettere nel 1995. Il libro è accompagnato da una premessa critica di Giorgio Luti e da una lettera di Mario Luzi all'autore.

## L'opera
il titolo del volume rimanda alle «mille giustificazioni (tra cui la scrittura) per affermare la propria esistenza. Perché l’uomo, come ha scritto una volta Lévinas, è un ente che vuole giustificarsi, che cerca, cioè, di dare una giusta ragion d’essere alla propria identità, conquistare un proprio senso e una propria dignità. Alla Società Dante Alighieri il 29 marzo 1997, C. ricordava che le mille scuse che salgono al titolo sono le mille non plausibili ragioni per giustificare la sua esistenza e nella sua, tentare di giustificare quella di tanti altri. E non a caso mille perché lo si dice nel linguaggio comune: “Mille grazie, mille scuse”.» (Claudio Mariotti, in A. Caramella, Poesie, a cura di C Mariotti, Firenze, Polistampa, 2003, p. 39
Come scrive il poeta in esergo (p. XIII) il libro raccoglie cinquant'anni di poesia che tratta di amori, della famiglia, della solitudine e della bellezza creativa e della creazione.
I componimenti sono strutturati su versi liberi, con prevalenza, tuttavia, degli endecasillabi che Caramella si diverte spesso a frantumare in versicoli (si veda ad esempio Check-up, 1-2: «Da questi ruderi / si leva pura», un endecasillabo franto in un quinario sdrucciolo e un quinario piano).
Tuttavia non sono presenti soltanto poesie nella raccolta: spiccano infatti alcune prose riconducibili per la concentrazione lirica a dei veri e propri frammenti poetici. Si veda ad esempio quello a p. 77:
dove è da notare che l'Amico altri non è se non un alter ego dello scrittore stesso.
I precedenti più immediati di questa raccolta sono Saba (la lirica a p. 235 È questa la stagione colorata è per molti tratti riconducibile alla sabiana Frutta e erbaggi) e Sandro Penna (a cui per altro è dedicata la poesia a p. 103) soprattutto per l'empito vitalistico e per lo stupore fanciullesco.

### Edizioni
- Mille scuse per esistere, Firenze, Le Lettere, 1995.